# فلانغن
فلانغن (بالإنجليزية: Flanagan)‏ هي عارضة بريطانية، ولدت في 1941 في إنجلترا في المملكة المتحدة.

## وصلات خارجية
- فلانغن على موقع IMDb (الإنجليزية)
- فلانغن على موقع قاعدة بيانات الفيلم (الإنجليزية)